# الأسبغية
 الأسبغية هي إحدى القرى اللبنانية من قرى جبل عامل في محافظة الجنوب.